# 兵庫県立神戸特別支援学校
兵庫県立神戸特別支援学校（ひょうごけんりつこうべとくべつしえんがっこう）は、兵庫県神戸市北区大脇台にある県立特別支援学校。知的障害者と肢体不自由者を教育対象とする。

## 設置学部
- 小学部
- 中学部
- 高等部

## 歴史
知的障害教育校として出発したが、神戸市内の特別支援学校再編により肢体不自由部門を新設し、総合的な支援学校に発展した。
- 1978年1月1日 - 兵庫県立神戸甲北高等学校内に神戸地区県立養護学校開設準備室を設置
- 1978年4月1日 - 開校
- 1979年4月1日 - 神戸学園、上野丘学園、さわらび学園、あけぼの学園内に4分教室を開室
- 1980年3月31日 - 神戸学園、上野丘学園、あけぼの学園内の4分教室を廃止
- 1980年4月1日 - 高等部を設置
- 1981年5月18日 - 体育館新築工事竣工
- 1985年3月29日 - プール設置工事竣工
- 2007年4月1日 - 学校名を「兵庫県立神戸養護学校」から「兵庫県立神戸特別支援学校」に変更
- 2011年4月1日　- さわらび分教室を廃止
- 2013年4月1日 - 神戸市立友生支援学校の移転開校に伴い、通学区域を再編。同時に肢体不自由者の受け入れを開始。

## 通学区域
創立当初は神戸市のうち北区・兵庫区・長田区としていたが、兵庫区・長田区は2013年の神戸市立友生支援学校移転開校に伴い移管したため、現行の通学区域は北区のみとなっている。

## アクセス
- 神戸電鉄有馬線北鈴蘭台駅下車、東へ徒歩約20分（有馬街道を歩道橋で越える）。